# Jan Jönsson (ryttare)
Jan Jönsson, född 27 april 1944, är en svensk före detta ryttare, som deltog i två olympiska sommarspel, 1972 och 1984. Han blev bronsmedaljör i fälttävlan i München 1972 på hästen Sarajevo. Han var även svensk fanbärare vid invigningen. Han har flest antal SM segrar i fälttävlan med fem guldmedaljer. Jönsson har efter den aktiva karriären varit verksam som lagledare och tränare för svenska landslaget i fälttävlan. Han utsågs 2011 till adjungerad professor i ridkonst vid Sveriges lantbruksuniversitet.
Jan Jönsson är far till tävlingsryttaren Fredrik Jönsson.